# IDM-Saison 2025
Bei der Internationalen Deutschen Motorradmeisterschaft 2025 werden Titel in den Klassen IDM Superbike, IDM Supersport und IDM Sportbike vergeben.

## Punkteverteilung
Weltmeister wird derjenige Fahrer beziehungsweise der Hersteller, der bis zum Saisonende die meisten Punkte in der Weltmeisterschaft angesammelt hat. Bei der Punkteverteilung werden die Platzierungen im Gesamtergebnis des jeweiligen Rennens berücksichtigt. Die fünfzehn erstplatzierten Fahrer jedes Rennens erhalten Punkte nach folgendem Schema:
| Punkteverteilung | Punkteverteilung | Punkteverteilung | Punkteverteilung | Punkteverteilung | Punkteverteilung | Punkteverteilung | Punkteverteilung | Punkteverteilung | Punkteverteilung | Punkteverteilung | Punkteverteilung | Punkteverteilung | Punkteverteilung | Punkteverteilung | Punkteverteilung |
| ---------------- | ---------------- | ---------------- | ---------------- | ---------------- | ---------------- | ---------------- | ---------------- | ---------------- | ---------------- | ---------------- | ---------------- | ---------------- | ---------------- | ---------------- | ---------------- |
| Platz            | 1                | 2                | 3                | 4                | 5                | 6                | 7                | 8                | 9                | 10               | 11               | 12               | 13               | 14               | 15               |
| Punkte           | 25               | 20               | 16               | 13               | 11               | 10               | 9                | 8                | 7                | 6                | 5                | 4                | 3                | 2                | 1                |

In die Wertung kommen alle erzielten Resultate.

## Superbike

### Rennergebnisse
| Nr. | Datum  | Rennen                        | Pole-Position  | Lauf | Platz 1            | Platz 2            | Platz 3         | Schn. Rennrunde    | Gesamtführung | Gesamtführung |
| Nr. | Datum  | Rennen                        | Pole-Position  | Lauf | Platz 1            | Platz 2            | Platz 3         | Schn. Rennrunde    | Fahrer        | Konstrukteur  |
| --- | ------ | ----------------------------- | -------------- | ---- | ------------------ | ------------------ | --------------- | ------------------ | ------------- | ------------- |
| 1   | 11.05. | Motorsport Arena Oschersleben | Lukas Tulovic  | 1    | Hannes Soomer      | Toni Finsterbusch  | Jan-Ole Jähnig  | Leandro Mercado    | Hannes Soomer | BMW           |
| 1   | 11.05. | Motorsport Arena Oschersleben | Lukas Tulovic  | 2    | Lukas Tulovic      | Hannes Soomer      | Lorenzo Zanetti | Lukas Tulovic      | Hannes Soomer | BMW           |
| 2   | 01.06. | Schleizer Dreieck             | Jan-Ole Jähnig | 1    | Florian Alt        | Lukas Tulovic      | Leandro Mercado | Florian Alt        | Hannes Soomer | BMW           |
| 2   | 01.06. | Schleizer Dreieck             | Jan-Ole Jähnig | 2    | Lukas Tulovic      | Florian Alt        | Jan-Ole Jähnig  | Lukas Tulovic      | Hannes Soomer | Ducati        |
| 3   | 22.06. | Autodrom Most                 | Lukas Tulovic  | 1    | Hannes Soomer      | Florian Alt        | Lukas Tulovic   | Florian Alt        | Hannes Soomer | BMW           |
| 3   | 22.06. | Autodrom Most                 | Lukas Tulovic  | 2    | Florian Alt        | Toni Finsterbusch  | Hannes Soomer   | Florian Alt        | Hannes Soomer | BMW           |
| 4   | 06.07. | Oschersleben                  | Lukas Tulovic  | 1    | Lukas Tulovic      | Florian Alt        | Leandro Mercado | Lukas Tulovic      | Florian Alt   | BMW           |
| 4   | 06.07. | Oschersleben                  | Lukas Tulovic  | 2    | Lukas Tulovic      | Leandro Mercado    | Florian Alt     | Lukas Tulovic      | Florian Alt   | BMW           |
| 4   | 16.08. | Niederlande                   | Lukas Tulovic  | 1    | Dominique Aegerter | Lukas Tulovic      | Bálint Kovács   | Dominique Aegerter | Lukas Tulovic | BMW           |
| 4   | 16.08. | Niederlande                   | Lukas Tulovic  | 2    | Lukas Tulovic      | Dominique Aegerter | Leandro Mercado | Lukas Tulovic      | Lukas Tulovic | Ducati        |

### Fahrerwertung
| Pos.                                | Fahrer             | Motorrad            | Rennstall                         | OSC | OSC | SCH | SCH | MOS | MOS | OSC | OSC | NED | NED | NÜR | NÜR | HOC | HOC | Gesamt |
| Pos.                                | Fahrer             | Motorrad            | Rennstall                         | L1  | L2  | L1  | L2  | L1  | L2  | L1  | L2  | L1  | L2  | L1  | L2  | L1  | L2  | Gesamt |
| ----------------------------------- | ------------------ | ------------------- | --------------------------------- | --- | --- | --- | --- | --- | --- | --- | --- | --- | --- | --- | --- | --- | --- | ------ |
| 1                                   | Lukas Tulovic      | Ducati Panigale V4  | Triple M Racing Ducati Frankfurt  | DNF | 1   | 2   | 1   | 3   | DNF | 1   | 1   | 2   | 1   |     |     |     |     | 186    |
| 2                                   | Florian Alt        | Honda CBR 1000 RR-R | Holzhauer Racing Promotion        | DNF | 4   | 1   | 2   | 2   | 1   | 2   | 3   | 4   | 4   |     |     |     |     | 171    |
| 3                                   | Hannes Soomer      | BMW M 1000 RR       | Masteroil Alpha Van Zon BMW       | 1   | 2   | 4   | 4   | 1   | 3   | DNF | DNS | 7   | 7   |     |     |     |     | 132    |
| 4                                   | Toni Finsterbusch  | BMW M 1000 RR       | GERT56 by RS Speedbikes           | 2   | 5   | 5   | 6   | 4   | 2   | 11  | 5   | 5   | 5   |     |     |     |     | 127    |
| 5                                   | Leandro Mercado    | BMW M 1000 RR       | Masteroil Alpha Van Zon BMW       | DNF | 7   | 3   | DNF | 5   | 4   | 3   | 2   | 6   | 3   |     |     |     |     | 116    |
| 6                                   | Jan-Ole Jähnig     | BMW M 1000 RR       | GERT56 by RS Speedbikes           | 3   | 6   | 9   | 3   | 7   | 14  | 5   | 6   | 9   | 6   |     |     |     |     | 100    |
| 7                                   | Lorenzo Zanetti    | Ducati Panigale V4  | Triple M Racing Ducati Frankfurt  | 4   | 3   | DNF | 5   | 6   | DNF | 4   | 7   | 8   | DNF |     |     |     |     | 81     |
| 8                                   | Bálint Kovács      | BMW M 1000 RR       | Masteroil Alpha Van Zon BMW       |     |     | 7   | 7   | DNF | 6   | 6   | 4   | 3   | 9   |     |     |     |     | 79     |
| 9                                   | Twan Smits         | Yamaha YZF-R1       | Apreco Ten Kate Yamaha Racing     | 11  | 15  | 12  | 10  | 8   | 5   | 9   | 8   | 10  | 8   |     |     |     |     | 70     |
| 10                                  | Milan Merckelbagh  | BMW M 1000 RR       | Masteroil Alpha Van Zon BMW       | 7   | 11  | 6   | 8   | 16  | DNF | 12  | 9   | 12  | 11  |     |     |     |     | 56     |
| 13                                  | Maximilian Kofler  | Yamaha YZF-R1       | Yamalube Motorsport Kofler        | 10  | 12  | 16  | 14  | 9   | 7   |     |     |     |     |     |     |     |     | 31     |
| 11                                  | Leon Orgis         | BMW M 1000 RR       | ORM Racing Team                   | 5   | 8   | 11  | DNF | 15  | 11  |     |     |     |     |     |     |     |     | 30     |
| 13                                  | Kevin Orgis        | BMW M 1000 RR       | ORM Racing Team                   | 12  | 10  | 8   | 13  | 12  | DNF |     |     |     |     |     |     |     |     | 28     |
| 14                                  | Soma Görbe         | BMW M 1000 RR       | BCI MW Racing Team                | 21  | 13  | 10  | 9   | 11  | 10  |     |     |     |     |     |     |     |     | 28     |
| 15                                  | Martin Vugrinec    | Kawasaki ZX-10RR    | Skach Motors - Kawasaki Racing    | 14  | 18  | 14  |     | 10  | 8   |     |     |     |     |     |     |     |     | 21     |
| 16                                  | Jan Mohr           | Yamaha YZF-R1       | Team SWPN                         | 8   | 21  | 13  | 11  |     |     |     |     |     |     |     |     |     |     | 17     |
| 17                                  | Max Schmidt        | BMW M 1000 RR       | BCC Racing Team                   | 13  | 17  | 17  |     | DNF | 9   |     |     |     |     |     |     |     |     | 14     |
| 18                                  | Sandro Wagner      | BMW M 1000 RR       | Motoforce Racing                  | DNF | 20  | 19  | 12  | 13  | 12  |     |     |     |     |     |     |     |     | 11     |
| 19                                  | Marco Fetz         | BMW M 1000 RR       | MF-Racing powered by Jung         | DNF | 22  | 15  | 15  | 14  | 13  |     |     |     |     |     |     |     |     | 9      |
| 20                                  | Philipp Steinmayr  | Kawasaki ZX-10RR    | Skach Motors - Kawasaki Racing    | 16  | 23  |     |     |     | 15  |     |     |     |     |     |     |     |     | 4      |
| 21                                  | Christoph Beinlich | BMW M 1000 RR       | BRT / ADAC Hessen Thüringen e. V. | 18  | 24  | 18  |     |     |     |     |     |     |     |     |     |     |     | 2      |
| 22                                  | Sheridan Morais    | Ducati Panigale V2  | Motorradtke GYTR by Penz13        | 19  | DNF |     |     |     |     |     |     |     |     |     |     |     |     | 1      |
| Gaststarter: Nicht punkteberechtigt |                    |                     |                                   |     |     |     |     |     |     |     |     |     |     |     |     |     |     |        |
|                                     | Dominique Aegerter | Yamaha YZF-R1       | Team SWPN                         |     |     |     |     |     |     |     |     | 1   | 2   |     |     |     |     |        |
|                                     | Máté Számadó       | BMW M 1000 RR       | Masteroil Alpha Van Zon BMW       | 6   | 9   |     |     |     |     |     |     |     |     |     |     |     |     |        |
|                                     | Ricardo Brink      | BMW M 1000 RR       | Masteroil Alpha Van Zon BMW       | 9   | 14  |     |     |     |     |     |     |     |     |     |     |     |     |        |
|                                     | Moritz Jenkner     | BMW M 1000 RR       |                                   | 15  | 16  |     |     |     |     |     |     |     |     |     |     |     |     |        |
|                                     | Julius Ilmberger   | BMW M 1000 RR       | Masteroil Alpha Van Zon BMW       | 17  | 19  |     |     |     |     |     |     |     |     |     |     |     |     |        |
|                                     | Marcel Blersch     | BMW M 1000 RR       | RacingTeamSupperSwabia            | 20  | 25  |     |     |     |     |     |     |     |     |     |     |     |     |        |
|                                     | Max Zachmann       | BMW M 1000 RR       |                                   | DNF | DNF |     |     |     |     |     |     |     |     |     |     |     |     |        |

| Farbe         | Bedeutung                               |
| ------------- | --------------------------------------- |
| Gold          | Sieger                                  |
| Silber        | 2. Platz                                |
| Bronze        | 3. Platz                                |
| Grün          | Platzierung in den Punkten              |
| Blau          | Klassifiziert außerhalb der Punkteränge |
| Violett       | Rennen nicht beendet (DNF)              |
| Violett       | nicht klassifiziert (NC)                |
| Rot           | nicht qualifiziert (DNQ)                |
| Schwarz       | disqualifiziert (DSQ)                   |
| Weiß          | nicht am Start (DNS)                    |
| Weiß          | zurückgezogen (WD)                      |
| Weiß          | Rennen abgesagt (C)                     |
| ohne Farbe    | nicht am Training teilgenommen (DNP)    |
| ohne Farbe    | verletzt oder krank (INJ)               |
| ohne Farbe    | ausgeschlossen (EX)                     |
| ohne Farbe    | nicht erschienen (DNA)                  |
| fett          | Pole-Position                           |
| kursiv        | Schnellste Rennrunde                    |
| unterstrichen | WM-Führung                              |
| hochgestellt  | Platzierung im Sprintrennen             |

### Konstrukteurswertung
| 1 | Ducati   | 202 |
| 2 | BMW      | 198 |
| 3 | Honda    | 171 |
| 4 | Yamaha   | 43  |
| 5 | Kawasaki | 12  |

## Supersport

### Rennergebnisse
| Nr. | Datum  | Rennen                        | Pole-Position  | Lauf | Platz 1          | Platz 2             | Platz 3              | Schn. Rennrunde | Gesamtführung  | Gesamtführung |                |
| Nr. | Datum  | Rennen                        | Pole-Position  | Lauf | Platz 1          | Platz 2             | Platz 3              | Schn. Rennrunde | Fahrer         | Konstrukteur  |                |
| --- | ------ | ----------------------------- | -------------- | ---- | ---------------- | ------------------- | -------------------- | --------------- | -------------- | ------------- | -------------- |
| 1   | 10.05. | Motorsport Arena Oschersleben | Andreas Kofler | 1    | Andreas Kofler   | Luca de Vleeschauer | Daniel Blin          | Andreas Kofler  | Andreas Kofler | Yamaha        |                |
| 1   | 11.05. | Motorsport Arena Oschersleben | Andreas Kofler | 2    | Dirk Geiger      | Andreas Kofler      | Luca de Vleeschauer  | Andreas Kofler  | Andreas Kofler | Yamaha        |                |
| 1   | 31.05. | Schleizer Dreieck             | Dirk Geiger    | 1    | Dirk Geiger      | Daniel Blin         | Marvin Siebdrath     | Dirk Geiger     | Dirk Geiger    | Yamaha        |                |
| 1   | 01.06. | Schleizer Dreieck             | Dirk Geiger    | 2    | Dirk Geiger      | Daniel Blin         | Melvin van der Voort | Dirk Geiger     | Dirk Geiger    | Honda         |                |
| 3   | 21.06. | Autodrom Most                 | Andreas Kofler | 1    | Marvin Siebdrath | Štepán Zuda         | Marcel Brenner       | Dirk Geiger     | Dirk Geiger    | Honda         |                |
| 3   | 22.06. | Autodrom Most                 | Andreas Kofler | 2    | Daniel Blin      | Štepán Zuda         | Andreas Kofler       | Štepán Zuda     | Dirk Geiger    | Honda         | Andreas Kofler |

### Fahrerwertung
| Pos. | Fahrer               | Motorrad                 | Rennstall                       | OSC | OSC | SCH | SCH | MOS | MOS | OSC | OSC | NED | NED | NÜR | NÜR | HOC | HOC | Gesamt |
| Pos. | Fahrer               | Motorrad                 | Rennstall                       | L1  | L2  | L1  | L2  | L1  | L2  | L1  | L2  | L1  | L2  | L1  | L2  | L1  | L2  | Gesamt |
| ---- | -------------------- | ------------------------ | ------------------------------- | --- | --- | --- | --- | --- | --- | --- | --- | --- | --- | --- | --- | --- | --- | ------ |
| 2    | Dirk Geiger          | Honda CBR600RR           | MCA Racing                      | 7   | 1   | 1   | 1   | DSQ | DNF | 1   |     |     |     |     |     |     |     | 129    |
| 1    | Andreas Kofler       | Yamaha YZF-R7            | Yamalube Motorsport Kofler      | 1   | 2   | 10  | 9   | 4   | 3   | 2   | 1   |     |     |     |     |     |     | 132    |
| 3    | Luca de Vleeschauer  | Ducati Panigale V2       | Track and Trades Wixx Racing    | 2   | 3   | 4   | 4   | 5   | 6   |     |     |     |     |     |     |     |     | 113    |
| 4    | Daniel Blin          | Ducati Panigale V2       | AF Racing Team                  | 3   | DNF | 2   | 2   | 15  | 1   |     |     |     |     |     |     |     |     | 111    |
| 5    | Štepán Zuda          | Yamaha YZF-R7            | Eder Racing                     | 8   | 5   | 7   | 5   | 2   | 2   |     |     |     |     |     |     |     |     | 75     |
| 6    | Marvin Siebdrath     | Yamaha YZF-R7            | Yamalube Motorsport Kofler      | 4   | 7   | 3   | 6   | 1   | DNF |     |     |     |     |     |     |     |     | 68     |
| 7    | Melvin van der Voort | Ducati Panigale V2       | Track and Trades Wixx Racing    | 5   | DNF | 6   | 3   | 8   | 7   |     |     |     |     |     |     |     |     | 54     |
| 8    | Marcel Brenner       | Ducati Panigale V2       | MotoLife                        | 9   | 12  | 5   | 8   | 4   | 8   |     |     |     |     |     |     |     |     | 51     |
| 9    | Filip Feigl          | Triumph Street Triple RS | Genius Racing by MotoLife       | 12  | 8   | 8   | 11  | 7   | 5   |     |     |     |     |     |     |     |     | 47     |
| 10   | Lennox Lehmann       | Yamaha YZF-R7            | Apreco Ten Kate Yamaha Racing   | 17  | 10  |     | 7   | 9   | 4   |     |     |     |     |     |     |     |     | 37     |
| 11   | Julius Caesar Rörig  | Honda CBR600RR           | MCA Racing                      | 6   | 4   | 9   | DNF | 10  | DNS |     |     |     |     |     |     |     |     | 36     |
| 12   | Luca Göttlicher      | Kawasaki ZX-6 R          | Kawasaki Weber Racing           | 13  | 8   |     | 12  | 13  | 10  |     |     |     |     |     |     |     |     | 24     |
| 13   | Till Belczykowski    | MV Agusta F3 800 RR      | LJ Racing                       | 10  | 13  | 12  | 14  | 12  | 15  |     |     |     |     |     |     |     |     | 18     |
| 14   | Iñigo Iglesias       | Triumph Street Triple RS | Triumph Racing Team Germany     | 11  | 9   |     |     |     |     |     |     |     |     |     |     |     |     | 12     |
| 15   | Dylan Czarkowski     | Yamaha YZF-R7            | Team SWPN                       | DNF | 11  |     | 10  |     | DNF |     |     |     |     |     |     |     |     | 11     |
| 16   | Ruben Bijman         | Honda CBR600RR           | Molenaar Racing                 | 14  | 14  | 13  | 15  |     | 11  |     |     |     |     |     |     |     |     | 10     |
| 17   | Jonáš Kocourek       | Ducati Panigale V2       | SP race project                 | 15  | DNF | 11  | 13  |     | DNS |     |     |     |     |     |     |     |     | 9      |
| 18   | Valentino Herrlich   | Kawasaki ZX-6 R          | Kawasaki Weber Racing           | 16  | DNF | DNS | DNS | DNF | 9   |     |     |     |     |     |     |     |     | 7      |
| 19   | Richard Irmscher     | Honda CBR600RR           |                                 |     |     |     |     | 14  | 12  |     |     |     |     |     |     |     |     | 6      |
| 20   | Thomas Eder          | Ducati Panigale V2       | Eder Racing                     | 19  | 15  | 14  | DNF |     | 14  |     |     |     |     |     |     |     |     | 3      |
| 21   | Luca Hailfinger      | Ducati Panigale V2       | BiKrR - BikeWare Kreimes Racing | 20  | 16  | 16  |     |     | 17  |     |     |     |     |     |     |     |     | 1      |
| 22   | Peter Feigl          | Triumph Street Triple RS | Genius Racing by MotoLife       | 22  | 18  |     |     |     | 16  |     |     |     |     |     |     |     |     | 0      |
| 23   | Marvin Kreimes       | Ducati Panigale V2       | BiKrR - BikeWare Kreimes Racing | 21  | 17  |     |     |     |     |     |     |     |     |     |     |     |     | 0      |
| 24   | Kilian Holzer        | Yamaha YZF-R7            | Eder Racing                     | 18  | DNF |     |     |     |     |     |     |     |     |     |     |     |     | 0      |

| Farbe         | Bedeutung                               |
| ------------- | --------------------------------------- |
| Gold          | Sieger                                  |
| Silber        | 2. Platz                                |
| Bronze        | 3. Platz                                |
| Grün          | Platzierung in den Punkten              |
| Blau          | Klassifiziert außerhalb der Punkteränge |
| Violett       | Rennen nicht beendet (DNF)              |
| Violett       | nicht klassifiziert (NC)                |
| Rot           | nicht qualifiziert (DNQ)                |
| Schwarz       | disqualifiziert (DSQ)                   |
| Weiß          | nicht am Start (DNS)                    |
| Weiß          | zurückgezogen (WD)                      |
| Weiß          | Rennen abgesagt (C)                     |
| ohne Farbe    | nicht am Training teilgenommen (DNP)    |
| ohne Farbe    | verletzt oder krank (INJ)               |
| ohne Farbe    | ausgeschlossen (EX)                     |
| ohne Farbe    | nicht erschienen (DNA)                  |
| fett          | Pole-Position                           |
| kursiv        | Schnellste Rennrunde                    |
| unterstrichen | WM-Führung                              |
| hochgestellt  | Platzierung im Sprintrennen             |

### Konstrukteurswertung
| 1 | Honda     | 114 |
| 2 | Ducati    | 114 |
| 3 | Yamaha    | 112 |
| 4 | Triumph   | 25  |
| 5 | Kawasaki  | 15  |
| 6 | MV Agusta | 15  |

## Sportbike

### Rennergebnisse
| Nr. | Datum  | Rennen                        | Pole-Position      | Lauf | Platz 1          | Platz 2         | Platz 3            | Schn. Rennrunde    | Gesamtführung   | Gesamtführung |
| Nr. | Datum  | Rennen                        | Pole-Position      | Lauf | Platz 1          | Platz 2         | Platz 3            | Schn. Rennrunde    | Fahrer          | Konstrukteur  |
| --- | ------ | ----------------------------- | ------------------ | ---- | ---------------- | --------------- | ------------------ | ------------------ | --------------- | ------------- |
| 1   | 10.05. | Motorsport Arena Oschersleben | Luis Rammerstorfer | 1    | Oliver Svendsen  | Petr Svoboda    | Luis Rammerstorfer | Oliver Svendsen    | Oliver Svendsen | Triumph       |
| 1   | 11.05. | Motorsport Arena Oschersleben | Luis Rammerstorfer | 2    | Oliver Svendsen  | Petr Svoboda    | Justin Hänse       | Luis Rammerstorfer | Oliver Svendsen | Triumph       |
| 2   | 31.05. | Schleizer Dreieck             | Iñigo Iglesias     | 1    | Iñigo Iglesias   | Oliver Svendsen | Justin Hänse       | Iñigo Iglesias     | Oliver Svendsen | Triumph       |
| 2   | 01.06. | Schleizer Dreieck             | Iñigo Iglesias     | 2    | Iñigo Iglesias   | Justin Hänse    | Ben Kugler         | Iñigo Iglesias     | Oliver Svendsen | Triumph       |
| 3   | 21.05. | Autodrom Most                 | Oliver Svendsen    | 1    | Oliver Svendsen  | Iñigo Iglesias  | Petr Svoboda       | Oliver Svendsen    | Oliver Svendsen | Triumph       |
| 3   | 11.05. | Autodrom Most                 | Oliver Svendsen    | 2    | Iñigo Iglesias   | Oliver Svendsen | Petr Svoboda       | Oliver Svendsen    | Oliver Svendsen | Triumph       |
| 4   | 05.07. | Oschersleben                  | Luis Rammerstorfer | 1    | Oliver Svendsen  | Petr Svoboda    | Rick Kooistra      | Petr Svoboda       | Oliver Svendsen | Triumph       |
| 4   | 06.07. | Oschersleben                  | Luis Rammerstorfer | 2    | Oliver Svendsen  | Iñigo Iglesias  | Justin Hänse       | Oliver Svendsen    | Oliver Svendsen | Triumph       |
| 4   | 15.08. | Niederlande                   | Kas Beekmans       | 1    | Kas Beekmans     | Iñigo Iglesias  | Harrison Dessoy    | Kas Beekmans       | Oliver Svendsen | Triumph       |
| 4   | 16.08. | Niederlande                   | Kas Beekmans       | 2    | Korbinian Brandl | Kevin de Haan   | Alexander Weizel   | Kas Beekmans       | Oliver Svendsen | Triumph       |

### Fahrerwertung
| Pos.                                | Fahrer               | Motorrad            | Rennstall                                                         | OSC | OSC | SCH | SCH | MOS | MOS | OSC | OSC | NED | NED | NÜR | NÜR | HOC | HOC | Gesamt |
| Pos.                                | Fahrer               | Motorrad            | Rennstall                                                         | L1  | L2  | L1  | L2  | L1  | L2  | L1  | L2  | L1  | L2  | L1  | L2  | L1  | L2  | Gesamt |
| ----------------------------------- | -------------------- | ------------------- | ----------------------------------------------------------------- | --- | --- | --- | --- | --- | --- | --- | --- | --- | --- | --- | --- | --- | --- | ------ |
| 1                                   | Oliver Svendsen      | Triumph Daytona 660 | Triumph Germany Racing Team                                       | 1   | 1   | 2   | 12  | 1   | 2   | 1   | 1   | INJ | INJ |     |     |     |     | 169    |
| 2                                   | Iñigo Iglesias       | Triumph Daytona 660 | Freudenberg RORA-PALIGO Racing / Wematik Racing by RT Motorsports |     |     | 1   | 1   | 2   | 1   | 4   | 2   | 2   | 6   |     |     |     |     | 169    |
| 3                                   | Petr Svoboda         | Aprilia RS 660      | WRP Racing                                                        | 2   | 2   | 4   | 5   | 3   | 3   | 2   | 4   | 4   | DNF |     |     |     |     | 149    |
| 4                                   | Justin Hänse         | Yamaha YZF-R7       | Motorradtke GYTR by Penz13 / ADAC Hessen Thüringen e.V.           | 4   | 3   | 3   | 2   | 12  | 8   | 6   | 3   | 6   | 7   |     |     |     |     | 130    |
| 5                                   | Rick Kooistra        | Triumph Daytona 660 | Pearle Gebben Racing                                              | 5   | 4   | 10  | 8   | 8   | 5   | 3   | 5   | 5   | 8   |     |     |     |     | 111    |
| 6                                   | Korbinian Brandl     | Aprilia RS 660      | AK Racing Team                                                    | 12  | 7   | 12  | 4   | 9   | 9   | 8   | 9   | 8   | 1   |     |     |     |     | 94     |
| 7                                   | Alexander Weizel     | Aprilia RS 660      | AK Racing Team                                                    | 11  | 9   | DNF | 11  | 6   | 7   | 9   | 8   | 13  | 3   |     |     |     |     | 78     |
| 8                                   | Ben Kugler           | Aprilia RS 660      | MotoLife                                                          | 6   | 5   | 5   | 3   | 5   | 6   | DNF | DNS | INJ | INJ |     |     |     |     | 69     |
| 9                                   | Kristoffer König     | Aprilia RS 660      | ViVa by Peuker & Streeb                                           | 9   | 11  | 7   | 7   | 10  | 10  | 12  | 14  | 10  | 9   |     |     |     |     | 69     |
| 10                                  | Cedric Holme Nielsen | Yamaha YZF-R7       | Motorradtke GYTR by Penz13 / ADAC Berlin-Brandenburg e.V.         | 7   | 13  | 6   | DNS | 7   | 12  | 7   | 7   | 14  | 14  |     |     |     |     | 66     |
| 12                                  | Luis Rammerstorfer   | Triumph Daytona 660 | Freudenberg RORA-PALIGO Racing                                    | 3   | DNF | INJ | INJ | INJ | INJ | 5   | 6   | 8   | 13  |     |     |     |     | 55     |
| 12                                  | Anton Södergren      | Triumph Daytona 660 | Triumph Racing Team Germany                                       | DNF | 10  | 9   | 9   | DNF | 4   | 10  | DNF | 12  | 12  |     |     |     |     | 55     |
| 13                                  | Ty Henriksen         | Aprilia RS 660      | Henriksen Racing                                                  | 13  | 12  | 8   | 6   | 4   | DNF | 11  | 11  | 15  | DNS |     |     |     |     | 54     |
| 14                                  | Sven Seidler         | Aprilia RS 660      | ViVa by Peuker & Streeb                                           | 8   | 8   | 11  | 10  | DNF | 13  | 15  | 13  | 16  | 11  |     |     |     |     | 52     |
| 15                                  | Felix Kauertz        | Aprilia RS 660      | Henriksen Racing                                                  | 10  | 6   |     |     |     |     |     |     |     |     |     |     |     |     | 16     |
| Gaststarter: Nicht punkteberechtigt |                      |                     |                                                                   |     |     |     |     |     |     |     |     |     |     |     |     |     |     |        |
|                                     | Kas Beekmans         | Suzuki GSX-8R       | VLR-NIWA Racing                                                   |     |     |     |     |     |     |     |     | 1   | 4   |     |     |     |     |        |
|                                     | Kevin de Haan        | Suzuki GSX-8R       | VLR-NIWA racing                                                   |     |     |     |     |     |     |     |     | 9   | 2   |     |     |     |     |        |
|                                     | Harrison Dessoy      | Triumph Daytona 660 | PHR Performance Triumph                                           |     |     |     |     |     |     |     |     | 3   | 5   |     |     |     |     |        |
|                                     | Micky Winkler        | Aprilia RS 660      | WSC-Racing by Aprilia & Racefoxx                                  |     |     |     |     |     |     |     |     | 11  | 10  |     |     |     |     |        |

| Farbe         | Bedeutung                               |
| ------------- | --------------------------------------- |
| Gold          | Sieger                                  |
| Silber        | 2. Platz                                |
| Bronze        | 3. Platz                                |
| Grün          | Platzierung in den Punkten              |
| Blau          | Klassifiziert außerhalb der Punkteränge |
| Violett       | Rennen nicht beendet (DNF)              |
| Violett       | nicht klassifiziert (NC)                |
| Rot           | nicht qualifiziert (DNQ)                |
| Schwarz       | disqualifiziert (DSQ)                   |
| Weiß          | nicht am Start (DNS)                    |
| Weiß          | zurückgezogen (WD)                      |
| Weiß          | Rennen abgesagt (C)                     |
| ohne Farbe    | nicht am Training teilgenommen (DNP)    |
| ohne Farbe    | verletzt oder krank (INJ)               |
| ohne Farbe    | ausgeschlossen (EX)                     |
| ohne Farbe    | nicht erschienen (DNA)                  |
| fett          | Pole-Position                           |
| kursiv        | Schnellste Rennrunde                    |
| unterstrichen | WM-Führung                              |
| hochgestellt  | Platzierung im Sprintrennen             |

### Konstrukteurswertung
| 1 | Triumph | 241 |
| 2 | Aprilia | 118 |
| 3 | Yamaha  | 99  |

## Rahmenrennen
- Im Rahmen der Internationalen Deutschen Motorradmeisterschaft 2025 finden Läufe zum Northern Talent Cup sowie dem wiederbelebten ADAC Junior Cup statt.